# Egyiptomi labdarúgó-szövetség
Az egyiptomi labdarúgó-szövetség (arabul: الاتحاد المصري لكرة القدم, rövidítve: EFA) Egyiptom nemzeti labdarúgó-szövetsége. A szervezetet 1921. október 25-én alapították, 1923-ban csatlakozott a Nemzetközi Labdarúgó-szövetséghez, 1957-ben pedig az Afrikai Labdarúgó-szövetséghez. A szövetség szervezi az Egyiptomi labdarúgó-bajnokságot. Működteti a férfi, valamint a női labdarúgó-válogatottat.